# Walter Westfeld

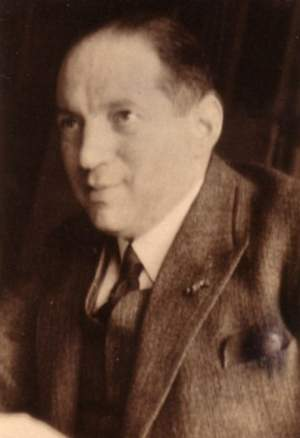
Walter Westfeld

Walter Westfeld (* 4. März 1889 in Herford; † im KZ Auschwitz) war ein deutscher Kunstsammler und Kunsthändler.

## Leben
Walter Westfeld, Bruder des Malers Max Westfeld, führte von 1920 bis zum Mai 1936 eine Galerie in Wuppertal-Elberfeld in der Herzogstraße 2. Nachdem die Reichskulturkammer Bürgern jüdischer Abstammung den Verkauf von Gemälden verboten hatte, wurde Westfeld gezwungen, sein Geschäft zu liquidieren. Er zog nach Düsseldorf in die Humboldtstraße 24.
Über Mittelsmänner, z. B. den Düsseldorfer Kunsthändler  August Kleucker und den Pariser Kunsthändler Robert Lebel, konnte Westfeld noch eine Zeit seine Tätigkeit im Verborgenen fortsetzen. Doch die NS-Verfolger ließen nicht locker. Im August 1937 wurde er bei der Kriminalpolizei Düsseldorf denunziert, dass er mit seiner mit ihm befreundeten früheren Hausangestellten Emilie Scheulen (* 6. Juni 1896 in Düsseldorf) zusammenlebe. Das war nach den Gesetzen der Nazizeit als Rassenschande strafbar, da Scheulen nichtjüdischer Abstammung war. Nach einer Hausdurchsuchung am 6. September 1937 und Zeugenaussagen konnten der Verdacht nicht aufrechterhalten werden und das Verfahren wurde eingestellt.
Scheulen und Westfeld beschlossen, besonders auch nach Schrecken der Reichspogromnacht, in die USA auszuwandern. Als Westfeld seinem bereits seit 1910 in die USA emigrierten Bruder Robert Westfeld dafür heimlich US$ 40.000 überwiesen hatte, kamen die Finanzbehörden dahinter.  Am 15. November 1938 wurde Westfeld festgenommen und am 21. November 1938 wegen Vergehen gegen die Devisenbestimmungen in Untersuchungshaft genommen.
Seine restlichen Sammlungsstücke wurden beschlagnahmt und von der Staatsanwaltschaft eine Versteigerung veranlasst, weil das Vermögen dem deutschen Staat zufallen sollte. Am 12. und 13. Dezember 1939 wurde der Kunstbesitz Westfelds von einer konkurrierenden Firma, dem Kölner Kunsthaus Lempertz unter Joseph Hanstein, versteigert. Westfeld war aus der Untersuchungshaft heraus gezwungen worden, bei dem Katalog mitzuarbeiten. Der Titel der Versteigerung lautete „Zwangsversteigerung … aus nichtarischem Besitz … im Auftrag des Herrn Generalstaatsanwalt Düsseldorf.“
Im Strafverfahren stellte Staatsanwalt Dr. Peter Schiffer Westfeld am 3. Januar 1940 unter Anklage. Der Vorwurf lautete Devisenschieberei. Als Zeuge sagte u. a. ein Sachverständiger mit Namen Hanstein aus, dass Westfeld den Wert von Bildern, die er nach Paris geschickt hatte, viel zu niedrig beziffert hatte. Die III. Strafkammer des Landgerichts Düsseldorf verurteilte Westfeld unter der Leitung von Landgerichtsdirektor Hans Opderbecke und seinen Beisitzern Landgerichtsrat Theodor Hoberg und Amtsgerichtsrat Theo Groove am 2. Juli 1940 zu drei Jahren und sechs Monaten Zuchthaus. Weiterhin hatte Westfeld eine Geldstrafe von 300.000 Reichsmark zu zahlen. Emilie Scheulen wurde wegen Beihilfe mit sechs Monaten Gefängnis und einer Geldstrafe von 1.000 Reichsmark bestraft.
Nach Verbüßung seiner Strafe wurde Westfeld 1942 gleich wieder in Schutzhaft genommen, weil er „als Jude“ eine Gefahr für das Land Deutschland darstelle. Westfeld schrieb an Scheulen einen Brief, in dem er die Befürchtung äußerte, deportiert zu werden und mit dem Satz schloss, „da wird mit einem Juden nicht viel Federlesens gemacht.“ Am 15. Juni 1942 wurde Westfeld im Polizeigefängnis Düsseldorf erneut von der Gestapo vernommen. Dabei sollte in Erfahrung gebracht werden, wo sich ein Gemälde von El Greco befände, das angeblich in seiner Sammlung gewesen sei. Hitler wollte das Bild für sein Führermuseum in Linz beschlagnahmen. Am 23. September 1942 schrieb Walter Westfeld in seiner Zelle auf ein kleines Stück Stoff sein Testament und setzte Emilie Scheulen als Alleinerbin ein. Dazu schrieb er seine letzte Worte an seine Lebensgefährtin, die er Ihmer nannte: „Ich weiß nach dem Krieg wird alles anders. Also Ihmer, Kopf hoch! Dennoch. Dennoch! Ich warte Ihmer in aller Welt. 1000 Weintraubengrüße aus dem Paradies der Erinnerung. “

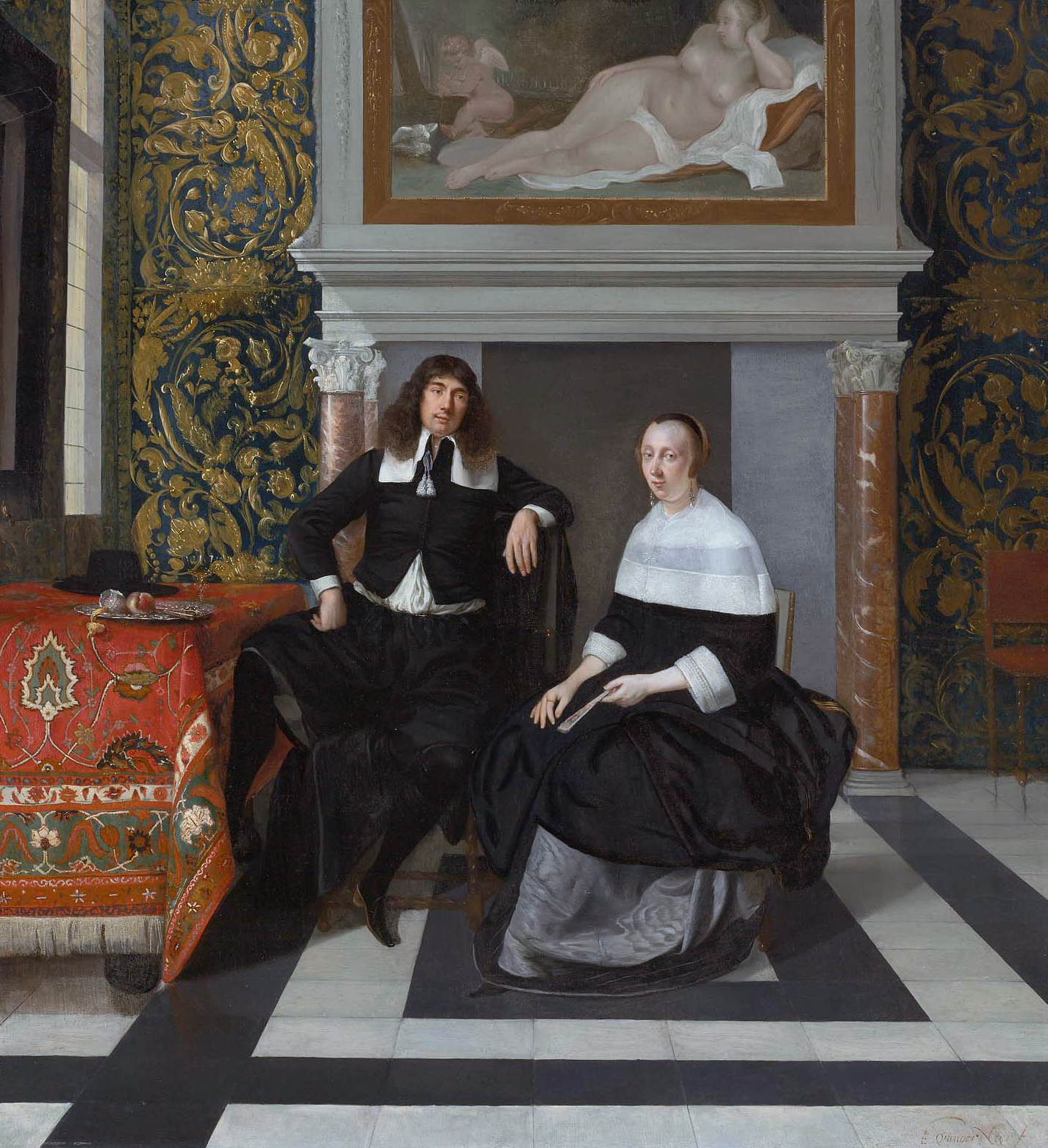
Gemälde von Eglon van der Neer aus dem Besitz Westfelds, heute Museum of Fine Arts (Boston)

Am 1. Oktober 1942 wurde Walter Westfeld auf Befehl von Polizeirat Wilhelm Kurt Friedrich in das KZ Theresienstadt deportiert. Kurz danach ordnete das Regierungspräsidium Düsseldorf, das das Vermächtnis Westfelds an Scheulen nicht anerkannte, den Einzug des Restvermögens von Westfeld an.  Von Theresienstadt aus wurde Walter Westfeld am 23. Januar 1943 ins KZ Auschwitz deportiert. Sein genaues Todesdatum ist unbekannt. Im Mai 1945 wurde er für tot erklärt.
Auf Antrag der Staatsanwaltschaft Düsseldorf wurde das Urteil gegen Walter Westfeld vom 2. Juli 1940 am 13. Mai 1952 aufgehoben. Im September 1947 bat Emilie Scheulen die Galerie Lempertz nach den Vermögenswerten von Walter Westfeld um Auskunft. Die Galerie teilte mit, dass alle diesbezüglichen Unterlagen vernichtet worden seien.
Am 19. April 1956 stellte das Justizministerium des Landes Nordrhein-Westfalen eine Bescheinigung über die Ehe Westfelds mit Emilie Scheulen aus. Mit der Heiratsurkunde Nr. 362/1956 des Standesamts Düsseldorf-Mitte vom 30. Mai 1956 wurde die Ehe in das Heiratsregister rückwirkend zum 1. Oktober 1935 eingetragen. Emilie Scheuren bekam 1956 eine Entschädigung für das erlittene Unrecht. Als Bilder, die Walter Westfeld gehört hatten und aus der Beschlagnahme von 1939 stammten, in Museen der USA auftauchten, versuchte Fred Westfeld, der Neffe Walter Westfelds, dagegen vorzugehen. Das wurde ihm von den Erben Emilie Scheulens verwehrt. Im März 2007 lehnte das Gericht von Davidson County einen Antrag des achtzigjährigen Neffen Fred Westfeld ab, ihn zum alleinigen Verwalter des Erbes von Walter Westfeld zu bestellen. Er konnte seine Erbenstellung nicht ausreichend nachweisen. 2011 wurde in einem weiteren Gerichtsverfahren nicht bestritten, das Fred Westfeld für das Erbe sprechen konnte. Als Fred Westfeld ein Bild, das seinem Onkel gehört hatte, im Museum von Boston entdeckte, versuchte er, die ganze Beschlagnahmeauktion der Staatsanwaltschaft von 1939 aufheben zu lassen. Der 6. Gerichtshof von Tennessee wies das zurück und urteilte am 3. Februar 2011, dass die Erben wegen des Grundsatzes der Souveränität von Staaten keinerlei Ansprüche gegen Deutschland hätten.